# Anopheles sintonoides
Anopheles sintonoides är en tvåvingeart som beskrevs av Ho 1938. Anopheles sintonoides ingår i släktet Anopheles och familjen stickmyggor. Inga underarter finns listade i Catalogue of Life.